# Andrzej Ryński (sędzia)
Andrzej Franciszek Ryński (ur. 2 kwietnia 1958 w Sandomierzu, zm. 10 czerwca 2019 w Warszawie) – polski prawnik, sędzia Sądu Najwyższego.

## Życiorys
Syn Józefa i Eugenii. Karierę sędziowską rozpoczął w listopadzie 1985 roku jako asesor Sądu Rejonowego w Ostrowcu Świętokrzyskim. W tym samym sądzie, od dnia 1 stycznia 1988 roku został powołany na stanowisko sędziego. Następnie, od maja do października 1994 roku orzekał w Sądzie Okręgowym w Kielcach, a w okresie od września 1999 do października 2000 był delegowany do Sądu Apelacyjnego w Krakowie. W dniu 5 marca 2013 został mianowany przez prezydenta Bronisława Komorowskiego na sędziego Sądu Najwyższego, gdzie orzekał w Izbie Karnej. Był również wykładowcą Krajowej Szkoły Sądownictwa i Prokuratury w Krakowie oraz członkiem komisji egzaminacyjnych do przeprowadzenia egzaminu sędziowskiego. W latach 2005–2007 piastował funkcję zastępcy Rzecznika Interesu Publicznego. Został pochowany na cmentarzu Starym w Kielcach.